# パラオ航空
パラオ航空（パラオこうくう、Palau Airways）は、かつて存在したパラオの航空会社。

## 機材
ボーイング737-400 1機(OM-AEX)(168人乗り)

## 就航地
- パラオ
  - コロール-ロマン・トメトゥチェル国際空港
- 台湾
  - 台北-桃園国際空港
- 香港
  - 香港-香港国際空港[2]